# Bob Vaughan
Robert Charles "Bob" Vaughan FRS (24 de março de 1945) é um matemático britânico, com trabalhos em teoria analítica dos números. Seu número de Erdős é 1.